# بی‌دم‌آروارگان
بی‌دم‌آروارگان (نام علمی: Anurognathidae) نام یک تیره از راسته خزندگان بال‌دار است.